# Tails
Tails (acronimo di The Amnesic Incognito Live System) è un sistema operativo basato su Debian e pensato per preservare riservatezza e anonimato dei suoi utilizzatori.
Tutte le connessioni verso l'esterno vengono inoltrate esclusivamente attraverso il sistema di comunicazione anonima Tor e tutte le connessioni dirette in entrata sono bloccate in quanto non anonime.
Il sistema è inoltre progettato per essere utilizzabile direttamente da un supporto rimovibile come un live CD o un live USB e per non lasciare alcuna traccia sul computer.
La maggior parte del supporto economico allo sviluppo di Tails è stato garantito dal Progetto Tor.
Tails contiene Iceweasel, un browser nato da Mozilla, che ha già pre-installato un client di rete Tor; supporta lo standard OpenPGP che serve a cifrare messaggi di posta elettronica e testi; usa Pidgin e il client OTR (Off-the-Record Messaging) che devono essere installati da tutti gli interlocutori, e non dipendono dal protocollo utilizzato per cui permettono di cifrare i messaggi con qualsiasi programma di messaggistica si stia utilizzando.
TAILS è un software libero realizzato sotto licenza GNU GPL (versione 3 o superiore).
TAILS è stato rilasciato la prima volta il 23 giugno 2009. Tails rappresenta un successore di Incognito, un sistema operativo Linux basato su Gentoo. Il progetto TOR ha dato contributi per il suo sviluppo.
Tails ha anche ricevuto fondi dal progetto Debian, Mozilla e la Freedom of Press Foundation.
Laura Poitras, Glenn Greenwald, e Barton Gellman hanno affermato che Tails ha costituito un importante strumento nella loro attività con l'informatore della NSA Edward Snowden.
Dal rilascio 3.0, Tails richiede un processore a 64-bit per funzionare. Inoltre, quando il sistema viene avviato è possibile scegliere tra un gran numero di lingue.

## Software presente in Tails
- GNOME desktop, predefinita la versione GNOME 3.
- LibreOffice

### Networking
- - Tor con: Supporto per lo streaming del flusso, obfs2, obfs3, obfs4 e ScrambleSuit
  - Network Manager per permettere una facile configurazione di rete
  - Tor Browser: Un browser web basato su Mozilla Firefox e progettato per proteggere l'anonimato con: Torbutton per l'anonimato e la protezione contro JavaScript, tutti i cookies sono considerati come cookies di sessione per default; HTTPS Everywhere che abilita in modo trasparente le connessioni criptate SSL a molti siti web, Noscript per avere un controllo ancora maggiore su JavaScript ed uBlock Origin per rimuovere gli annunci pubblicitari.
  - Pidgin preconfigurato con OTR per un servizio di messaggistica istantanea con la crittografia end-to-end
  - Thunderbird come client di posta elettronica con Enigmail per il supporto OpenPGP
  - Liferea come aggregatore di feed
  - Gobby per la scrittura di testo collaborativa
  - Aircrack-ng per l'auditing delle reti wi-fi
  - Electrum, un client Bitcoin facile da usare

### Crittografia e privacy
- LUKS e Gnome Disks per installare ed utilizzare dispositivi di archiviazione criptati, come ad esempio pen-drive USB
- GnuPG, implementazione GNU di OpenPGP per la crittografia e la firma di email e dati
- Monkeysign, uno strumento per la firma e lo scambio di chiavi OpenPGP
- PWGen, un potente generatore di password casuali
- Shamir's Secret Sharing utilizzando gfshare e ssss
- Tastiera virtuale Florence come contromisura contro i keylogger hardware
- MAT, un tool per anonimizzare i metadata dei files
- KeePassX per gestire le password
- Gtkhash per calcolare i checksums
- Keyringer, uno strumento da riga di comando per criptare i segreti condivisi tramite Git
- Paperkey, uno strumento da riga di comando per eseguire il backup delle chiavi segrete OpenPGP

## Tails nei media
Il 3 luglio 2014, il canale pubblico televisivo tedesco Das Erste ha riferito che il sistema di sorveglianza XKeyscore della National Security Agency conteneva definizioni per trovare persone che effettuavano ricerche su Tails da un motore di ricerca o visitando il sito di Tails.
Un commento, presente all'interno del codice sorgente di XKeyscore definisce Tails "un meccanismo comsec sostenuto dagli estremisti su forum estremisti"
Il 28 dicembre 2014, Der Spiegel ha pubblicato delle diapositive provenienti da una presentazione interna della National Security Agency risalente al giugno 2012 in cui Tails veniva indicato come "una grave minaccia" per la missione dell'agenzia e, se usato insieme ad altri strumenti di privacy come OTR, Cspace, Redphone e TrueCrypt che sono stati classificati come "catastrofici" e che portano ad una "quasi totale perdita/mancanza per l'intercettazione delle comunicazioni degli obiettivi..."